# Llista de biblioteques de València
| Nom | Municipi                     | Adreça | Foto               | Cliqueu per carregar una imatge        |
| --- | ---------------------------- | --- | ------------------ | -------------------------------------- |
| Biblioteca de l'Agència de Prevenció i Lluita contra el Frau i la Corrupció de la Comunitat Valenciana                                        | València                     | c/ Navellos, 14, Puerta 3. 46003 - València                                                                                    | [[Fitxer:\|100px]] | Clica ací per a carregar la teua image |
| Centre de Documentació i Informació Portuària de la Comunitat Valenciana (CEDIPORT)                                                           | València                     | Avda. Muelle del Turia, s/n, Edificio APV. 46024 València, Avinguda Moll del Túria s/n. Edifici de l'APV. 46024 València       |                    | Clica ací per a carregar la teua image |
| Biblioteca del CEFIRE Especific d'Educació Inclusiva                                                                                          | València                     | Carrer Poeta Bodria 4, 46010 València                                                                                          | [[Fitxer:\|100px]] | Clica ací per a carregar la teua image |
| Biblioteca del CEFIRE Especifica Científica, Tecnològica i Matemàtica                                                                         | València                     | C/ Poeta Bodria, 4. 46010, València                                                                                            | [[Fitxer:\|100px]] | Clica ací per a carregar la teua image |
| Repositori d'Objectes Digitals per a l'Ensenyament, la Recerca i la Cultura                                                                   | València                     | | [[Fitxer:\|100px]] | Clica ací per a carregar la teua image |
| Biblioteca de l'IVAM | El Carme                     | C/ Guillem de Castro, 118. 46003 València                                                                                      |                    | Clica ací per a carregar la teua image |
| Biblioteca de les Corts Valencianes | València                     | Plaça de Sant Llorenç, 4. 46003 València                                                                                       | [[Fitxer:\|100px]] | Clica ací per a carregar la teua image |
| Biblioteca Pública de València | València, Ciutat Vella       | Carrer de l'Hospital, 13. 46001 València                                                                                       |                    | Clica ací per a carregar la teua image |
| Biblioteca del Museu de Prehistòria de València                                                                                               | València                     | C/ Corona, 36, 2º. 46003 Valencia                                                                                              |                    | Clica ací per a carregar la teua image |
| Biblioteca del MUVIM | València                     | Carrer Quevedo, 10. 46001 València                                                                                             |                    | Clica ací per a carregar la teua image |
| Agència de Lectura Pública Municipal de València - Clara Santiró i Font - La Rambleta (Jesús- Camí Real)                                      | València                     | C/ Pío IX, 2, Complejo Cultural La Rambleta. 46017 Valencia                                                                    |                    | Clica ací per a carregar la teua image |
| Agència de Lectura Pública Municipal de València - Matilde Ramos (Castellar-Oliveral)                                                         | València                     | C/ Poetessa Leonor Perales, s/n. 46026 Castellar-l'Oliveral, València                                                          | [[Fitxer:\|100px]] | Clica ací per a carregar la teua image |
| Arxiu - Biblioteca del Reial Col·legi Seminari de Corpus Christi - Biblioteca Privada Sant Joan de Ribera                                     | València                     | c/ de la Nave, 1 | [[Fitxer:\|100px]] | Clica ací per a carregar la teua image |
| Arxiu-Biblioteca de la Catedral de València                                                                                                   | València                     | Plaça de l'Almoina, s/n. 46003 València                                                                                        |                    | Clica ací per a carregar la teua image |
| Biblioteca Auxiliar del Arxiu del Regne de València                                                                                           | València                     | Paseo de la Alameda, 22 |                    | Clica ací per a carregar la teua image |
| Biblioteca Auxiliar del Arxiu General i Fotogràfic de la Diputació de València                                                                | València                     | c/ Beato Nicolás Factor, 1 | [[Fitxer:\|100px]] | Clica ací per a carregar la teua image |
| Biblioteca Auxiliar del Arxiu Històric de la Comunitat Valenciana                                                                             | València                     | Avda. Campanar, 32 | [[Fitxer:\|100px]] | Clica ací per a carregar la teua image |
| Biblioteca CEFIRE de Valencia - Centr de Formació, Innovació i Recursos Educatius                                                             | Na Rovella                   | c/ Paco Pierrà, 20 | [[Fitxer:\|100px]] | Clica ací per a carregar la teua image |
| Biblioteca de Compositors Valencians | València                     | Plaça de Magúncia, 1. 46018 València                                                                                           | [[Fitxer:\|100px]] | Clica ací per a carregar la teua image |
| Biblioteca de l'Acadèmia Valenciana de la Llengua                                                                                             | València                     | Avinguda de la Constitució, 284. 46019 València                                                                                | [[Fitxer:\|100px]] | Clica ací per a carregar la teua image |
| Biblioteca de l'Audiència Provincial- Deganat de València                                                                                     | València                     | Avinguda Professor López Piñero, 14, Ciutat de la Justicia. 46013 València                                                     | [[Fitxer:\|100px]] | Clica ací per a carregar la teua image |
| Biblioteca de la Conselleria de Política Territorial, Obres Públiques i Mobilitat de la Generalitat Valenciana                                | València                     | Carrer de la Democràcia, 77, Ciutat Administrativa 9 d'Octubre -torre 1, planta 14. 46018 València                             | [[Fitxer:\|100px]] | Clica ací per a carregar la teua image |
| Biblioteca de la Delegació Provincial de l'Institut Nacional de Estadística en València                                                       | València                     | Camino Nuevo de Picanya, 27. 46014 Valencia                                                                                    |                    | Clica ací per a carregar la teua image |
| Biblioteca de la Direcció General de Patrimoni Cultural Valencià                                                                              | València                     | Avda. Constitución, 284 | [[Fitxer:\|100px]] | Clica ací per a carregar la teua image |
| Biblioteca de l'Escola Superior de Art i Disseny - EASD                                                                                       | València                     | c/ Pintor Genaro Lahuerta , 25                                                                                                 | [[Fitxer:\|100px]] | Clica ací per a carregar la teua image |
| Biblioteca de l'Escola Superior d'Art Dramàtic de València - ESAD                                                                             | València                     | c/ Camino de Vera, 29. 46022 Valencia                                                                                          | [[Fitxer:\|100px]] | Clica ací per a carregar la teua image |
| Biblioteca de l'Escola Valenciana d'Estudis de la Salut - EVES                                                                                | València                     | C/ Juan de Garay, 21. 46017 Valencia                                                                                           |                    | Clica ací per a carregar la teua image |
| Biblioteca de la Facultat de Teologia de València Sant Vicent Ferrer - Biblioteca General                                                     | València                     | C/ Trinitaris, 3. 46003 València                                                                                               | [[Fitxer:\|100px]] | Clica ací per a carregar la teua image |
| Biblioteca de la Filmòteca de la Generalitat Valenciana - Institut Valencià de l'Audiovisual i de la Cinematografia Ricardo Muñoz Suay (IVAC) | València                     | c/ Doctor García Brustenga, 3                                                                                                  | [[Fitxer:\|100px]] | Clica ací per a carregar la teua image |
| Biblioteca de la Reial Acadèmia de Belles Arts de Sant Carles                                                                                 | València                     | c/ San Pío V, 9 | [[Fitxer:\|100px]] | Clica ací per a carregar la teua image |
| Biblioteca de la Reial Acadèmia de Cultura Valenciana                                                                                         | València                     | C/ Avellanes, 26. 46003 València                                                                                               |                    | Clica ací per a carregar la teua image |
| Biblioteca de la Reial Acadèmia de Medicina de la Comunitat Valenciana                                                                        | València                     | Avda. Blasco Ibáñez, 15, Facultad de Medicina                                                                                  | [[Fitxer:\|100px]] | Clica ací per a carregar la teua image |
| Biblioteca de la Reial Societat Econòmica d'Amics del País de València                                                                        | València                     | Calle San Vicente Martir 130, Pta 2, 46007, Valencia                                                                           | [[Fitxer:\|100px]] | Clica ací per a carregar la teua image |
| Biblioteca de la Sindicatura de Comptes de la Comunitat Valenciana                                                                            | València                     | c/ San Vicente, 4 |                    | Clica ací per a carregar la teua image |
| Biblioteca de la Societat Coral El Micalet - Institut Musical Giner                                                                           | València                     | Avda. Guillem de Castro, 73 |                    | Clica ací per a carregar la teua image |
| Biblioteca de la Universitat Catòlica de València Sant Vicent Màrtir - Biblioteca Seu Casa la Salud                                           | València                     | C/ Santos Justo y Pastor, 38. 46021 Valencia                                                                                   | [[Fitxer:\|100px]] | Clica ací per a carregar la teua image |
| Biblioteca de la Universitat Catòlica de València Sant Vicent Màrtir - Biblioteca Seu de Santa Úrsula                                         | València                     | C/ Guillem de Castro, 94. 46001 València                                                                                       | [[Fitxer:\|100px]] | Clica ací per a carregar la teua image |
| Biblioteca de la Universitat Catòlica de València Sant Vicent Màrtir - Biblioteca Seu Sant Carles Borromeu                                    | València                     | C/ Quevedo, 2. 46001 València                                                                                                  | [[Fitxer:\|100px]] | Clica ací per a carregar la teua image |
| Biblioteca de la Universitat Catòlica de València Sant Vicent Màrtir - Biblioteca Seu Sant Joan Bautista                                      | València                     | c/ Guillem de Castro, 175 | [[Fitxer:\|100px]] | Clica ací per a carregar la teua image |
| Biblioteca de la Universitat Catòlica de València Sant Vicent Màrtir - Biblioteca Seu Mare de Déu dels Desemparats                            | València                     | c/ Jesús, 10 | [[Fitxer:\|100px]] | Clica ací per a carregar la teua image |
| Biblioteca de la Universitat de Valància - Biblioteca de Ciències de la Salut Pelegrí Casanova                                                | Pla del Real                 | Avda. Blasco Ibáñez, 15, Facultad de Medicina                                                                                  | [[Fitxer:\|100px]] | Clica ací per a carregar la teua image |
| Biblioteca de Ciències Socials Gregori Maians                                                                                                 | València                     | Avinguda. Tarongers, s/n. 46022 València                                                                                       |                    | Clica ací per a carregar la teua image |
| Biblioteca de la Universitat de València - Biblioteca de Dipòsit                                                                              | València                     | Avda. dels Tarongers, s/n, Edificio de la biblioteca de Ciencias Sociales. 46022 Valencia                                      | [[Fitxer:\|100px]] | Clica ací per a carregar la teua image |
| Biblioteca de la Universitat de València - Biblioteca d'Educació María Moliner                                                                | València                     | c/ Ramon Llull, s/n, Campus de Tarongers. Valencia                                                                             |                    | Clica ací per a carregar la teua image |
| Biblioteca de la Universitat de València - Biblioteca de Humanitats Joan Reglà                                                                | València                     | C/ Arts Gràfiques, 13, Campus Blasco Ibáñez. 46010 València                                                                    |                    | Clica ací per a carregar la teua image |
| Biblioteca de la Universitat de València - Biblioteca de la Facultat de Psicologia i Esport Joan Lluís Vives                                  | València                     | Avda. Blasco Ibáñez, 21, Campus Blasco Ibáñez. 46010 Valencia                                                                  | [[Fitxer:\|100px]] | Clica ací per a carregar la teua image |
| Biblioteca de la Universitat de València - Biblioteca del Jardí Botànic José Pizcueta                                                         | València                     | c/ Quart, 80, 2ª Planta | [[Fitxer:\|100px]] | Clica ací per a carregar la teua image |
| Biblioteca de la Universitat de València - Biblioteca Depositària de Nacions Unides (ONUBIB)                                                  | València                     | Avda. Tarongers, s/n, Campus de Tarongers. Biblioteca de Ciencias Sociales Gregori Maians. 2º Piso. Zona Sur. 46022 Valencia   |                    | Clica ací per a carregar la teua image |
| Biblioteca de la Universitat de València - Biblioteca Historicomèdica Vicent Peset Llorca                                                     | València                     | Plz. Cisneros, 4, Palacio de Cerveró. 46003 Valencia                                                                           |                    | Clica ací per a carregar la teua image |
| Biblioteca de la Universitat de València - Cartoteca                                                                                          | Pla del Real                 | Avda. Blasco Ibáñez, 28, Campus Blasco Ibáñez. Edificio de la Facultad de Geografía e Historia, primera planta. 46010 Valencia | [[Fitxer:\|100px]] | Clica ací per a carregar la teua image |
| Biblioteca de la Universitat Europea de València - Biblioteca José Planas                                                                     | València                     | c/ General Elio, 10, Edificio B                                                                                                | [[Fitxer:\|100px]] | Clica ací per a carregar la teua image |
| Biblioteca de la Universitat Politècnica de València (UPV) - Biblioteca d'ADE-Topografia                                                      | València                     | Camino de Vera, s/n, Edificio 7J. 46022 Valencia                                                                               |                    | Clica ací per a carregar la teua image |
| Biblioteca de la Universitat Politècnica de València (UPV) - Biblioteca d'Agroenginyeria                                                      | Camí de Vera                 | Camino de Vera, s/n, Edificio 3P, 1ª planta. 46022 Valencia                                                                    |                    | Clica ací per a carregar la teua image |
| Biblioteca de la Universitat Politècnica de València (UPV) - Biblioteca d'Informàtica i Documentació Enric Valor                              | València                     | Camino de Vera, s/n, Edificio Multiusos de Informática (1H), planta baja                                                       |                    | Clica ací per a carregar la teua image |
| Biblioteca de la Universitat Politècnica de València (UPV) - Biblioteca de l'ETS d'Enginyería d'Edificació                                    | Camí de Vera                 | Camino de Vera, s/n, Edificio 1B, junto a reprografía. Campus de Vera                                                          |                    | Clica ací per a carregar la teua image |
| Biblioteca de la Universitat Politècnica de València (UPV) - Biblioteca de l'ETS d'Enginyeria del Disseny                                     | València                     | Camino de Vera, s/n, Edificio 7B, 2ª planta, ala sur                                                                           |                    | Clica ací per a carregar la teua image |
| Biblioteca de la Universitat Politècnica de València (UPV) - Biblioteca de l'ETS d'Enginyers de Camins                                        | Camí de Vera                 | Camino de Vera, s/n, Edificio 4Q, planta baja. 46022 Valencia                                                                  |                    | Clica ací per a carregar la teua image |
| Biblioteca de la Universitat Politècnica de València (UPV) - Biblioteca de la ETS d'Enginyers Industrials                                     | València                     | Camino de Vera, s/n, Edificio 5F, Planta Baja. 46022 Valencia                                                                  |                    | Clica ací per a carregar la teua image |
| Biblioteca de la Universitat Politècnica de València (UPV) - Biblioteca de la Facultat de Belles Arts                                         | València                     | Camino de Vera, s/n, Edificio 3M-3N, junto a Conserjería de la Facultad. 46022 Valencia                                        |                    | Clica ací per a carregar la teua image |
| Biblioteca de la Universitat Politècnica de València (UPV) - Biblioteca General                                                               | València                     | Camino de Vera, s/n, Campus de Vera. Edificio 4L. 46022 Valencia                                                               |                    | Clica ací per a carregar la teua image |
| Biblioteca d'Usuaris de l'Hospital La Fe | València                     | Avda de Fernando Abril Martorell, n.106 46026 Valencia                                                                         |                    | Clica ací per a carregar la teua image |
| Biblioteca del Centre Asociat de la UNED de València                                                                                          | València, La Fontsanta       | C/ Casa de la Misericordia, 34. 46014 Valencia                                                                                 | [[Fitxer:\|100px]] | Clica ací per a carregar la teua image |
| Biblioteca del Centre Coordinador de Documentació i Informació Juvenil de València - Institut Valencià de la Juventut                         | València                     | Carrer Guàrdia Civil, 21. 46020 València                                                                                       | [[Fitxer:\|100px]] | Clica ací per a carregar la teua image |
| Biblioteca del Centre d'Estudis Nord-Americà                                                                                                  | València                     | C/ Aparisi y Guijarro, 5, 1º. 46003 Valencia                                                                                   | [[Fitxer:\|100px]] | Clica ací per a carregar la teua image |
| Biblioteca del Col·legi d'Infermeria de València                                                                                              | València                     | c/ Polo y Peyrolón, 59, Bajo. 46021 Valencia                                                                                   | [[Fitxer:\|100px]] | Clica ací per a carregar la teua image |
| Biblioteca del Col·legi Major Universitari de L'Albereda                                                                                      | València                     | c/ Micer Mascó, 29 |                    | Clica ací per a carregar la teua image |
| Biblioteca del Col·legi Major Universitari Saomar                                                                                             | València                     | Carrer de Pizarro, 7. 46004 València                                                                                           |                    | Clica ací per a carregar la teua image |
| Biblioteca del Col·legi Oficial d'Agents de la Propietat Immobiliaria de València                                                             | València                     | c/ San Vicente, 60, 1º, 1ª. 46002 Valencia                                                                                     | [[Fitxer:\|100px]] | Clica ací per a carregar la teua image |
| Biblioteca del Col·legio Oficial de Deliniants i Dissenyadors Tècnics de València - CODITECVA                                                 | València                     | Gran Vía Marqués del Túria, 24, 1º. 46005 Valencia                                                                             | [[Fitxer:\|100px]] | Clica ací per a carregar la teua image |
| Biblioteca del Col·legi Oficial de Doctors Llicenciats en Filosofia i Lletres i en Ciències de València i Castelló - CDL València             | Campanar                     | Avda. Tirso de Molina, 3, Bajo. 46009 València                                                                                 | [[Fitxer:\|100px]] | Clica ací per a carregar la teua image |
| Biblioteca del Col·legi Oficial d'Enginyers Agrònoms de Llevant                                                                               | València                     | Avda. Botánico Cavanilles, 20. 46010 Valencia                                                                                  | [[Fitxer:\|100px]] | Clica ací per a carregar la teua image |
| Biblioteca del Col·legi Oficial d'Enginyers Industrials de la Comunitat Valenciana - Demarcació de València-Seu Central                       | València                     | Avinguda. de França, 55. 46023 València                                                                                        | [[Fitxer:\|100px]] | Clica ací per a carregar la teua image |
| Biblioteca del Col·legi Oficial d'Enginyers Tècnics d'Obres Públiques                                                                         | València                     | c/ Llosa de Ranes, 4, Bajo. 46021 Valencia                                                                                     | [[Fitxer:\|100px]] | Clica ací per a carregar la teua image |
| Biblioteca del Col·legi Oficial de Titulars Mercantils i Empresarials de València                                                             | València                     | c/ Quevedo, 20, 1º, 2º. 46001 Valencia                                                                                         | [[Fitxer:\|100px]] | Clica ací per a carregar la teua image |
| Biblioteca del Col·legi Territorial d'Arquitectes de València - CTAV                                                                          | El Pla del Remei             | c/ Hernán Cortés, 6. 46004 Valencia                                                                                            |                    | Clica ací per a carregar la teua image |
| Biblioteca del Consorci Hospital General Universitari València - CHGUV                                                                        | València, La Fontsanta       | C/ Tres Cruces, 4. 46014 Valencia                                                                                              | [[Fitxer:\|100px]] | Clica ací per a carregar la teua image |
| Biblioteca de l'Il·lustre Col·legi d'Advocats de València                                                                                     | València                     | Plz. de Tetuán, 16 | [[Fitxer:\|100px]] | Clica ací per a carregar la teua image |
| Biblioteca del Il·lustre Col·legi Notarial de Valencia                                                                                        | València                     | c/ Pascual y Genís, 21, 2º | [[Fitxer:\|100px]] | Clica ací per a carregar la teua image |
| Biblioteca del Il·lustre Col·legi Oficial de Veterinaris de València                                                                          | València                     | Avda. del Cid, 62, 1º. 46018 Valencia                                                                                          | [[Fitxer:\|100px]] | Clica ací per a carregar la teua image |
| Biblioteca de l'Institut de Biologia Molecular i Cel·lular de Plantes Primo Yúfera (CSIC / UPV)                                               | València                     | C/ del Ingeniero Fausto Elio, s/n. 46022 Valencia                                                                              | [[Fitxer:\|100px]] | Clica ací per a carregar la teua image |
| Biblioteca de l'Institut de Biomedicina de València (CSIC)                                                                                    | València                     | c/ Jaime Roig, 11 | [[Fitxer:\|100px]] | Clica ací per a carregar la teua image |
| Biblioteca de l'Institut de Gestió de la Innovació i del Coneixement (INGENIO) (CSIC / UPV)                                                   | València                     | Camino de la Vera, s/n, Universidad Politécnica de Valencia Ciudad Politécnica de la Innovación, Edificio 8E. 46022 Valencia   | [[Fitxer:\|100px]] | Clica ací per a carregar la teua image |
| Biblioteca de l'Institut de Tecnologia Química (CSIC / UPV)                                                                                   | Camí de Vera                 | Avda. de los Naranjos, s/n, Universidad Politécnica. 46022 Valencia                                                            | [[Fitxer:\|100px]] | Clica ací per a carregar la teua image |
| Biblioteca de l'Institut Francés de València                                                                                                  | Ciutat Vella                 | c/ Moro Zeit, 6. 46001 Valencia                                                                                                | [[Fitxer:\|100px]] | Clica ací per a carregar la teua image |
| Biblioteca del Museu de Belles Arts de València                                                                                               | València                     | C/ San Pío V, 9. 46010 Valencia                                                                                                | [[Fitxer:\|100px]] | Clica ací per a carregar la teua image |
| Biblioteca del Museu Nacional de Ceràmica i Arts Sumptuàries - González Martí                                                                 | València                     | C/ Poeta Querol, 2. 46002 València                                                                                             | [[Fitxer:\|100px]] | Clica ací per a carregar la teua image |
| Biblioteca del Museu Valencià d'Etnologia | València                     | C/ Corona, 36, Centre Cultural La Beneficència. 46003 València                                                                 |                    | Clica ací per a carregar la teua image |
| Biblioteca del Tribunal Superior de Justícia de la Comunitat Valenciana                                                                       | València                     | Palau de Justicia, s/n. 46003 València                                                                                         | [[Fitxer:\|100px]] | Clica ací per a carregar la teua image |
| Biblioteca Esportiva de València | València                     | Plaça de Magúncia, 1. 46018 València                                                                                           |                    | Clica ací per a carregar la teua image |
| Biblioteca Histórico Militar de València | El Pla del Remei             | c/ Archer y Ana Huntington, 1                                                                                                  | [[Fitxer:\|100px]] | Clica ací per a carregar la teua image |
| Biblioteca Municipal Central de Conservació de València                                                                                       | Tres Forques                 | Plz. de Maguncia, 1 | [[Fitxer:\|100px]] | Clica ací per a carregar la teua image |
| Biblioteca Municipal Serrano Morales | València                     | Plz. de Tetuán, 3, Palau de Cervelló. 46003 Valencia                                                                           |                    | Clica ací per a carregar la teua image |
| Biblioteca Privada de l'Ateneu Mercantil de València                                                                                          | València                     | Plz. del Ayuntamiento, 18 | [[Fitxer:\|100px]] | Clica ací per a carregar la teua image |
| Biblioteca Pública Municipal de València - Lluís Fullana i Mira (L'Olivereta- Tres Forques)                                                   | València                     | Plz. de Maguncia, 1 |                    | Clica ací per a carregar la teua image |
| Biblioteca Pública Municipal de València - Azorín (Patraix- Patraix)                                                                          | València                     | c/ Azagador de las Monjas, s/n, Centro Deportivo y Cultural de Patraix                                                         | [[Fitxer:\|100px]] | Clica ací per a carregar la teua image |
| Biblioteca Pública Municipal de València - Carles Ros (Ciutat Vella- La Seu)                                                                  | El Carme                     | Plaça Tavernes de la Valldigna, 46003, València                                                                                |                    | Clica ací per a carregar la teua image |
| Biblioteca Pública Municipal de València - Carmelina Sánchez-Cutillas                                                                         | València                     | C/ Poeta Serrano Clavero, 40                                                                                                   |                    | Clica ací per a carregar la teua image |
| Biblioteca Pública Municipal de València - Casa de La Reina (Poblats Marítims- El Cabanyal)                                                   | València                     | c/ Reina, 85 |                    | Clica ací per a carregar la teua image |
| Biblioteca Pública Constantí Llombart | València                     | c/ del Doctor Juan José Dómine, 19                                                                                             |                    | Clica ací per a carregar la teua image |
| Biblioteca Pública Municipal de València - Del Mar (Poblats Marítims- Nazaret)                                                                | València                     | c/ Fontilles, 35 | [[Fitxer:\|100px]] | Clica ací per a carregar la teua image |
| Biblioteca Pública Municipal de València - Eduard Escalante (Extramurs- Arrancapins)                                                          | València                     | c/ Alberique, 18, Bajo | [[Fitxer:\|100px]] | Clica ací per a carregar la teua image |
| Biblioteca Pública Municipal de València - Francesc Almela i Vives (Campanar- Sant Pau)                                                       | València                     | c/ Escultor Miquel Navarro, 3                                                                                                  | [[Fitxer:\|100px]] | Clica ací per a carregar la teua image |
| Antiga Estació de FEVE de Jesús | València                     | Avda. Giorgeta, 18 |                    | Clica ací per a carregar la teua image |
| Biblioteca Pública Municipal de València - Gregori Mayans i Ciscar (Camins al Grau- La Creu del Grau)                                         | València                     | c/ de Trafalgar, 34, 1º | [[Fitxer:\|100px]] | Clica ací per a carregar la teua image |
| Biblioteca Pública Municipal de València - Isabel de Villena (Rascanya- Torrefiel)                                                            | València                     | c/ Domingo Gómez, 35 - 37, Bajo                                                                                                | [[Fitxer:\|100px]] | Clica ací per a carregar la teua image |
| Biblioteca Pública Joan Churat i Saurí | València                     | C/ Castell de Cullera, 16, baix. 46017 La Torre - València                                                                     |                    | Clica ací per a carregar la teua image |
| Biblioteca Pública Municipal de València - Joan de Timoneda (Pobles Oest- Beniferri)                                                          | València                     | c/ Xiprers, s/n, Frente al Palacio de Congresos                                                                                | [[Fitxer:\|100px]] | Clica ací per a carregar la teua image |
| Biblioteca Pública Municipal de València - Joanot Martorell (La Saïdia- Marxalenes)                                                           | València                     | c/ Reus, s/n, Parque de Marxalenes - Alquería de Barrinto                                                                      |                    | Clica ací per a carregar la teua image |
| Biblioteca Joaquim Martí i Gadea | Na Rovella                   | Avinguda Alcalde Gisbert Rico, 20. 46013 València                                                                              |                    | Clica ací per a carregar la teua image |
| Biblioteca Pública Municipal de València - Jose María Bayarri (Rascanya- Els Orriols)                                                         | València                     | c/ San Juan Bosco, 71. 46019 Valencia                                                                                          |                    | Clica ací per a carregar la teua image |
| Biblioteca Pública Municipal de València - La Petxina (Extramurs- La Petxina)                                                                 | València                     | Paseo de la Petxina, 42 | [[Fitxer:\|100px]] | Clica ací per a carregar la teua image |
| Biblioteca Pública Municipal de València - María Beneyto                                                                                      | València                     | c/ Padre Manjón, 1 |                    | Clica ací per a carregar la teua image |
| Biblioteca Pública Municipal de València - María Moliner (Algirós- La Vega Baixa)                                                             | València                     | Carrer del riu Serpis, 9 - 11. 46021 València                                                                                  | [[Fitxer:\|100px]] | Clica ací per a carregar la teua image |
| Biblioteca Pública Municipal de València - Nova Al-Russafí (L'Eixample- Russafa)                                                              | Russafa                      | c/ del Poeta Al Russafí, 2 - 4                                                                                                 |                    | Clica ací per a carregar la teua image |
| Biblioteca Pública Municipal de València - Palacio de La Exposición (El Pla del Real- Exposició)                                              | València                     | Plz. Galicia, 3 | [[Fitxer:\|100px]] | Clica ací per a carregar la teua image |
| Biblioteca Municipal Roiç de Corella | València, Quatre Carreres    | c/ Isla Cabrera, 52. 46026 Valencia                                                                                            |                    | Clica ací per a carregar la teua image |
| Biblioteca Pública Municipal de València - Teodoro Llorente (Pobles Oest- Benimàmet)                                                          | València                     | c/ Campamento, 64 |                    | Clica ací per a carregar la teua image |
| Biblioteca Pública Municipal de València - Tomás Vicente Tosca (Algirós- De la Amistad)                                                       | València                     | C/ Yecla, 12. 46021 Valencia                                                                                                   |                    | Clica ací per a carregar la teua image |
| Biblioteca Pública Municipal de València - Vicent Boix i Ricarte (L'Olivereta- La Fuensanta)                                                  | València                     | c/ Escultor Salzillo, 12 | [[Fitxer:\|100px]] | Clica ací per a carregar la teua image |
| Biblioiteca Pública Municipal Vicent Casp i Verger                                                                                            | Aiora                        | c/ Peris Brell, 6, Bajo. 46022 Valencia                                                                                        |                    | Clica ací per a carregar la teua image |
| Biblioteca Pública Municipal de València - Vicent Tortosa i Biosca (Benicalap- Ciutat Fallera)                                                | València                     | c/ del Ninot, 24, Bajo | [[Fitxer:\|100px]] | Clica ací per a carregar la teua image |
| Biblioteca Tercera Edat | Gran Via (barri de València) | c/ Borriana, 39, 1º |                    | Clica ací per a carregar la teua image |
| Biblioteca i Centre de Documentació Escènica de l'Institut Valencià de Cultura                                                                | València                     | Plz. Viriato, s/n. 46001 Valencia                                                                                              | [[Fitxer:\|100px]] | Clica ací per a carregar la teua image |
| Centre de Documentació de l'Agència Valenciana de Turisme                                                                                     | València                     | Avinguda d'Aragó, 30, 8º. 46021 València                                                                                       | [[Fitxer:\|100px]] | Clica ací per a carregar la teua image |
| Centre de Documentació del Servei Devesa-Albufera                                                                                             | València                     | Ctra. CV500 Km. 8,5 | [[Fitxer:\|100px]] | Clica ací per a carregar la teua image |
| Centre de Documentació Europea de València | València                     | Camino Campus dels Tarongers, Edificio de la Biblioteca de Ciencias Sociales                                                   | [[Fitxer:\|100px]] | Clica ací per a carregar la teua image |
| Centre de Documentació Presidència de la Generalitat Valenciana                                                                               | València                     | c/ Caballeros, 9 | [[Fitxer:\|100px]] | Clica ací per a carregar la teua image |
| Centre d'Informació i Documentació Ambiental de la Comunitat Valenciana - CIDAM                                                               | València                     | c/ Castán Tobeñas, 77 | [[Fitxer:\|100px]] | Clica ací per a carregar la teua image |
| Centre d'Informació i Documentació de Muntanya (CEDIM) - Centre Excursionista de València (CEV)                                               | València                     | Plaça de Tavernes de la Valldigna, 4. 46003 València                                                                           | [[Fitxer:\|100px]] | Clica ací per a carregar la teua image |
| Sala de Lectura del Caserna General Terrestre d'Alta Disponibilitat Nucli València (CGTAD València)                                           | València                     | Plz. de Tetuán, 22. 46003 Valencia                                                                                             | [[Fitxer:\|100px]] | Clica ací per a carregar la teua image |
| Biblioteca de la Dona | València                     | C/ Nàquera, 9. 46003 València                                                                                                  | [[Fitxer:\|100px]] | Clica ací per a carregar la teua image |